# Философия музыки

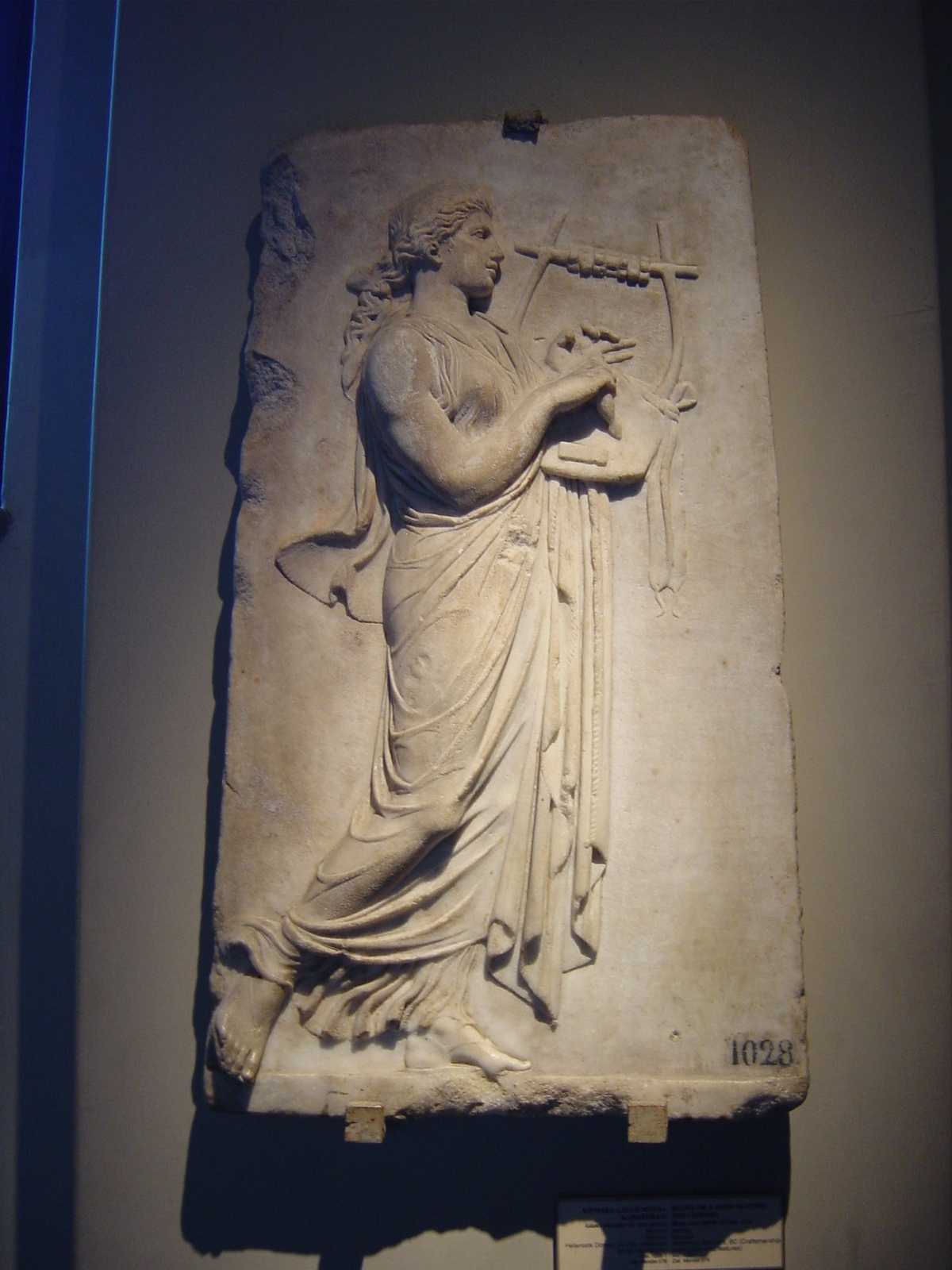
Istanbul Archaeological Museum, Room 6. Lyre-playing Muse. Hellenistic relief in neo-attic style, from Manyas, 2nd century BC. Picture by: Giovanni Dall’Orto May 28 2006

Филосо́фия му́зыки (англ. Philosophy of music) — раздел эстетики, в широких дисциплинарных рамках которого исследуются различные философские, мировоззренческие и наиболее фундаментальные культурологические аспекты музыкального искусства в его самых разнообразных проявлениях.

## Научная специфика
Философия музыки является наукой междисциплинарной, относящейся одновременно к области музыкознания, философии, социологии, психологии, культурологии и педагогики. Помимо этого, предмет философии музыки может атрибутивно включать в себя также некоторые математические и другие компетенции, непосредственным образом связанные с формированием той или иной музыкально-эстетической парадигмы.
Философию музыки следует отличать от музыкальной эстетики, которая по своей общей исследовательской направленности хотя и близка предметной атрибутике философии музыки, но отличается от неё своей методологической спецификой: если философия музыки является одним из разделов эстетики и занимается преимущественно решением проблем онтологического, гносеологического и аксиологического характера, то музыкальная эстетика в гораздо большей степени призвана решать задачи сугубо музыковедческие, и поэтому она должна свободно и компетентно оперировать специфическими (в том числе и наиболее сложными) научными понятиями из области теории музыки. А уже по причине такой её методологической ориентированности музыкальную эстетику, как специализированную научную дисциплину, следует относить именно к области музыкознания.

## История возникновения и развития

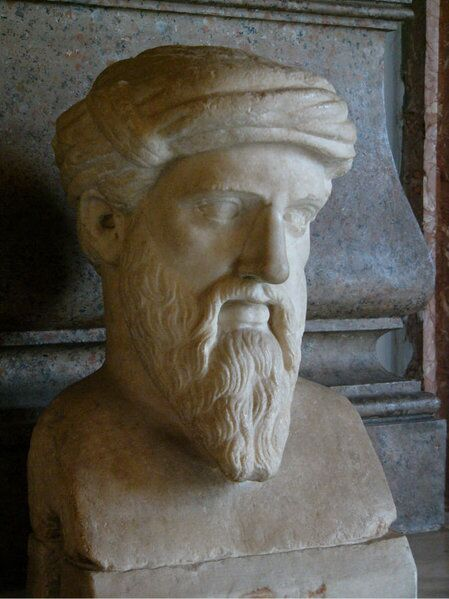
Kapitolinischer Pythagoras (Пифагор)

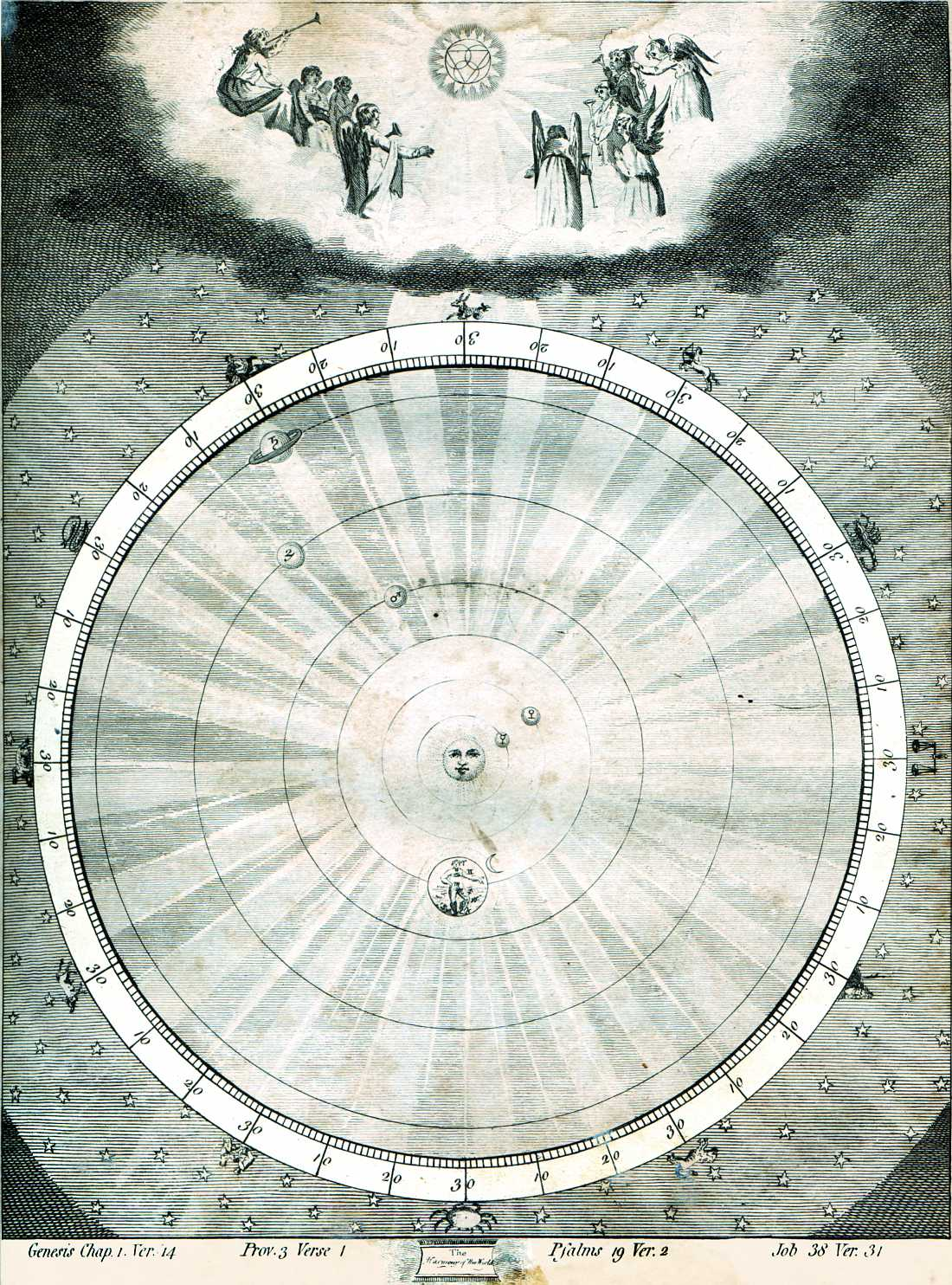
Гармония мира, 1806 г.

Тот факт, что музыка способна не только оказывать глубокое воздействие на внутреннее психологическое состояние человека, но и в определённой степени формировать его идеологию и мировоззрение, было замечено уже в древности.
Так, например, Пифагор был абсолютно уверен в том, что «земная» музыка является проявлением Космической Гармонии Сфер, и по этой причине звучание возвышенной «человеческой» музыки способно создавать такой же гармонический порядок во внутреннем мире человека, какой «мировая музыка» («musica mundana») создаёт в Космосе. Аналогичного взгляда на глубинную природу музыки придерживались и другие известные мыслители античности: от Платона и Аристотеля до неоплатоников и неопифагорейцев. В частности, неопифагореец Никомах писал по этому поводу следующее:
Все тела, рассекающие со свистом что-то податливое, очень легко приводимое в движение, обязательно создают своей величиной и местом звучания, отличающиеся между собой звуки – либо в зависимости от своих масс, либо в зависимости от скоростей, либо периодов (более подвижных, или, наоборот, более спокойных), в которых осуществляется вращение каждого небесного тела.
А один из последних крупных мыслителей античности, Кассиодор, признавал:
Само небо, вращаясь, подчиняется сладостной гармонии и, чтобы кратко выразить суть сказанного: всё, что осуществляется по велению Творца в небесных и земных делах, не осуществляется без предусмотренного этой наукой (то есть музыкой).
С точки зрения учёных древности, сущностно-идеологическое воздействие музыки проявляется прежде всего в формировании у человека тех или иных этических установок.

Конфуцию приписывают следующий знаменитый афоризм:
Если хочешь узнать, благополучно ли обстоят дела с правлением какой-то страны и здоровы ли её нравы, то прислушайся к её музыке.
Как известно, феномен этического воздействия музыки Аристотель объяснял тем обстоятельством, что в сущностной основе музыки лежат некие «зародыши нравственных состояний», которые, по Аристотелю, придают музыке статус обязательной педагогической дисциплины:
Мелодия содержит движения, движения эти деятельны, а действия суть знаки этических свойств… музыка способна оказывать известное воздействие на этическую сторону души; и раз музыка обладает такими свойствами, то, очевидно, она должна быть включена в число предметов воспитания молодежи.
О чрезвычайно важном (не только сугубо воспитательном, но и «душеспасительном») значении музыки пишет в своей знаменитой энциклопедии «О бракосочетании Филологии и Меркурия» (лат. «De nuptiis Philologiae et Mercurii») позднеантичный адепт «религии культуры» (то есть спасения через пайдейю) Марциан Капелла, у которого среди семи свободных искусств (septem artes liberales), аллегорических юных невест — спасительниц человеческой души представлена и музыка.
Все эти основополагающие идеи философии музыки получили своё дальнейшее развитие также и в трудах мыслителей более позднего времени, которые неизменно подтверждали тот факт, что «музыка выступает как уравнение мира в целом» (Новалис), поскольку она «способна вобрать в себя любое содержание» (Гегель).
В философии Шопенгауэра музыка как отдельное понятие метафизики является частью онтологической картины мира. Шопенгауэр пытался объяснить сущность музыки, исходя из её метафизической реальности, выражающей автономное бытие духа. Метафизической музыке Шопенгауэр отводил особое место в своей системе. Она представляет собой «отпечаток», «слепок», то есть является выражением «метафизической воли» — универсального принципа мироздания.

## Выдающиеся философы музыки

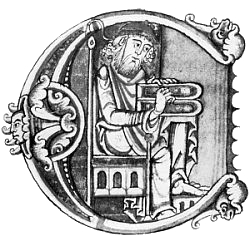
Boethius (Аниций Манлий
Торкват Северин Боэций)

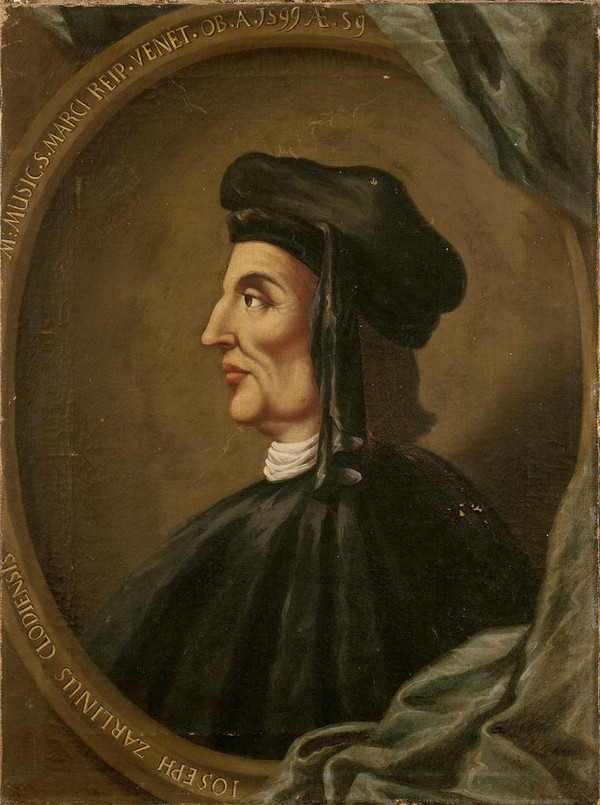
Портрет Джозеффо Царлино

Для успешной работы в области философии музыки необходимо обладать и глубоким философским видением мира, и солидной подготовкой в области музыкознания. Столь счастливое (и, разумеется, очень редкое) сочетание знаний и способностей во всей древней и средневековой истории человечества, помимо некоторых представителей пифагорейской и неопифагорейской школы, наблюдалось лишь у таких крупных мыслителей как Августин Аврелий, Джозеффо Царлино, Марен Мерсенн, философский трактат которого — «Всеобщая гармония» («Traite de l’harmonie universelle») — представляет собой образец «универсальной науки» XVII века, органичным образом синтезирующей в себе теорию музыки с фундаментальными открытиями экспериментального естествознания.
Благодатную почву для своего развития философия музыки нашла в мировоззренческой доктрине и основанной на ней эстетической концепции неоплатоников, к числу которых принадлежит и один из наиболее крупных философов музыки Северин Боэций; его философские взгляды положили начало средневековому учению о трех взаимосвязанных «музыках», основанному на идее смежности между религиозными символами, душевными состояниями и различными музыкальными элементами.
Учёные музыканты Средних веков в основном компилировали античные (преимущественно пифагорейские) обобщения о музыке, причудливо соединяя их с христианской символикой и нумерологией. Среди них — Магистр Ламберт (XIII в.), автор трактата, в котором он, придерживаясь традиции, идущей от Боэция и Исидора, продолжил разработку основных теоретических проблем музыки, связанных с её определением, классификацией и т. д. В своём трактате Ламберт восхваляет музыку, обосновывая её огромную пользу также и с точки зрения потребностей христианской жизни:

Польза же музыки велика, удивительна и очень совершенна (virtuosa), раз она осмелилась выйти за пределы церкви. Ведь ни одна наука не осмелилась выйти за пределы церкви; с её помощью мы должны восхвалять и благословлять псалмопевца мира, исполняя в его честь новую песнь (canticum novum), как учили наши святые отцы-пророки. Ведь божественные богослужения, с помощью которых нас призывают к вечному прославлению, ежедневно совершаются с её помощью. И по свидетельству Боэция, среди семи свободных искусств музыка занимает первое место, ничто не пребывает без неё. Говорят, что сам мир создан гармонией звуков и само небо развертывается под мелодию гармонии. Среди всех наук музыка является наиболее достойной похвалы, царственной, приятной, радостной, достойной любви, ведь она делает человека благоразумным, приятным, царственным, радостным, достойным любви.
— Магистр Ламберт. Трактат о музыке
Среди других средневековых теоретиков музыки, включавших в свои учебники пассажи условно «философского» характера — такие авторы, как Аврелиан из Реоме, Ремигий Осерский, Регино Прюмский, Псевдо-Одон Клюнийский, Берно из Райхенау, Герман Расслабленный, Вильгельм из Хиршау, Арибо Схоластик, Адам Фульдский, Псевдо-Иоанн де Мурис (автор «Суммы музыки»).
В рамках космо-эстетической традиции мыслил музыку франко-фламандский теоретик музыки конца XIII — первой половины XIV веков Якоб Льежский — автор крупнейшего по масштабам в Средневековье трактата «Зеркало музыки» («Speculum musicae», около 1330).
Развивая учение об интервалах, о системе церковных ладов и гексахордов, о формах многоголосной музыки, ритмике и нотации, Якоб Льежский наделяет музыкальное произведение статусом уровня в Иерархии Бытия и репрезентантой Космического Закона.

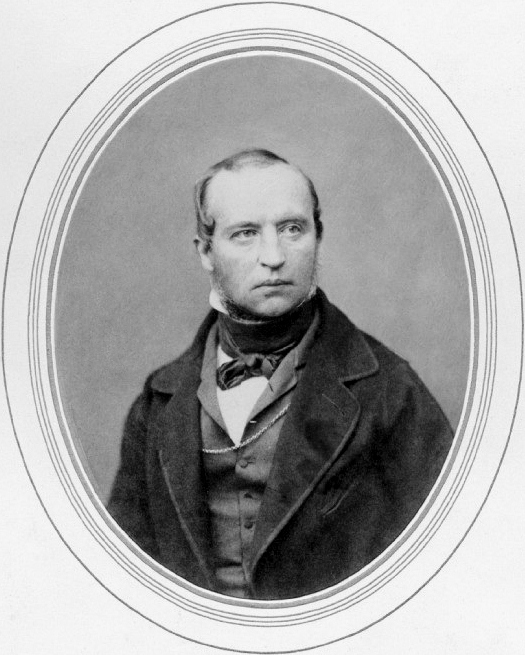
Владимир Фёдорович Одоевский.

В истории нового времени выстроить свою оригинальную «систему философии музыки» пытался князь В. Ф. Одоевский. Частично эта попытка была реализована им в трактатах «Опыт Теории Изящных Искусств, с особенным применением оной к Музыке» и «Гномы XIX столетия», но, к сожалению, оба эти труда В. Ф. Одоевский так до логического конца и не довёл.
Выдающимся философом музыки был советский учёный А. Ф. Лосев, творческое наследие которого включает в себя большое количество исследований в области эстетики, имеющих самое непосредственное отношение именно к проблемам философии музыки. Выразив глубинную сущность музыки очень ёмкой фразой «жизнь Числа во Времени», А. Ф. Лосев на протяжении всей своей научной деятельности твердо отстаивал принцип автономности феномена музыки от любых физических и психофизиологических явлений, как и вообще от любого вульгарно-материалистического натурализма.
Поскольку философия музыки касается также и наиболее концептуальных проблем музыковедения (общих закономерностей композиторского и исполнительского творчества, глубинных особенностей восприятия музыкальных произведений и т. д.), то вопросами, связанными с философией музыки, в той или иной степени занимались и ведущие советские музыковеды: Б. В. Асафьев, Г. Э. Конюс , Б. Л. Яворский., В. А. Цуккерман, И. Я. Рыжкин, Л. А. Мазель.
Циркуляция социальных кодов в музыке обусловила интерес к ней ученых-социологов. В своей книге «Музыкальная форма как процесс» Асафьев указывает, что музыкальная форма — это явление социально детерминированное. Согласно его словам, музыка познается как форма социального обнаружения музыкального в процессе интонирования.
Австрийский музыкальный критик XIX века, профессор теории, истории и эстетики музыки Венского университета, автор трактата «О музыкально-прекрасном» Э. Ганслик, исходя из идеалистической философии Иммануила Канта, считал музыку особой формой духовной деятельности, и на основании этой идейной посылки противопоставлял музыку всем другим видам искусства. Пытаясь объединить «эстетику чувства» и «эстетику числа», Ганслик задался целью создать «эстетику чувства числа».
Из наиболее видных представителей западной школы философии музыки XX века можно отметить немецких учёных Ганса Генриха Эггебрехта , Карла Дальхауза и Теодора Адорно, согласно которому дальнейший прогресс музыки обусловлен развитием её логики, то есть аналитико-грамматической стороны музыкальной формы.

## Основные направления исследований
К числу наиболее важных научных проблем и вопросов, изучением которых призвана заниматься философия музыки, относятся следующие:
- вопросы происхождения музыки;
- вопросы сущностного определения музыки;
- вопросы исторического бытования музыки;
- вопросы социального бытования музыки;
- проблемы идейно-философского наполнения музыки;
- проблемы и вопросы, связанные с ролью и значением музыки в формировании у людей тех или иных этико-мировоззренческих установок;
- вопросы, связанные с различными аспектами взаимоотношения музыки с другими видами искусства;
- вопросы, связанные с атрибутивным включением в музыку компетенций из различных (как гуманитарных, так и естественнонаучных) областей знания;
- вопросы, связанные с познавательно-воспитательным значением музыки.

## Сущностно-философское содержание музыки в высказываниях известных людей
Об очень большом философском значении и чрезвычайно важной мировоззренческой роли музыкального искусства в жизни людей на протяжении всей истории человечества писали и говорили многие выдающиеся деятели мировой науки и культуры.
Подобные высказывания прямым и непосредственным образом раскрывают глубинное содержание самых различных сторон и аспектов многогранного понятия «философия музыки», и поэтому их достаточно обильное цитирование здесь представляется вполне уместным:

Музыка воодушевляет весь мир, снабжает душу крыльями, способствует полету воображения… Её можно назвать воплощением всего прекрасного и всего возвышенного.— Платон

Кто желает в музыкальном творчестве соблюсти требование красоты и изящного вкуса, тот должен… дополнять свои музыкальные занятия прочими научными предметами, сделав своей руководительницей философию, ибо она одна в состоянии определить для музыки надлежащую меру и степень полезности.— Плутарх

Один из прекраснейших и лучших даров Божьих — музыка, служащая для того, чтобы прогонять искушение и дурные мысли.— Мартин Лютер

Музыка составляет истинную духовную форму искусства, точно так же, как звук показывает внутренние качества материи… Музыка есть второе мироздание, и лишь только философу, обладающему возвышенным духовным слухом, дано слышать и осознавать Божественную Музыку Мира.— В. Ф. Одоевский

Музыка — это абсолютное трансцендентное средство проникновения в области высшего порядка и красоты… Величие искусства яснее всего проявляется именно в музыке.— И. В. Гёте

Музыка — это откровение более высокое, чем мудрость и философия… Музыка всегда содержательна. У каждого подлинного музыкального произведения есть идея.— Л. Бетховен

Тайна музыки в том, что она находит неиссякаемый источник там, где речь умолкает.— Э. Т. Гофман

Музыка показывает человеку те возможности величия, которые есть в его душе.— Р. У. Эмерсон

В художнике — безусловная правда, не в банальном, протокольном смысле, а в высшем, открывающем нам какие-то неведомые горизонты, какие-то недосягаемые сферы, куда способна проникнуть только музыка.— П. И. Чайковский

Музыка есть тайное упражнение в метафизике души, не осознающей того, что она философствует… Когда я слушаю музыку, мне часто представляется, что жизнь всех людей и моя собственная суть сновидения некоего вечного духа и что смерть есть пробуждение.— А. Шопенгауэр

О музыка! Отзвук далекого гармоничного мира! Вздох ангела в нашей душе!— Жан Поль

Музыка — это разум, воплощенный в прекрасных звуках.— И. С. Тургенев

Бог дал нам музыку, чтобы мы прежде всего влеклись ею ввысь.— Ф. Ницше

Музыка, не упоминая ни о чём, может сказать всё.— И. Г. Эренбург

Музыка доводит нас до самого края вечности и дает нам возможность в течение нескольких минут постичь её величие.— Т. Карлейль